# Xohuayán
Xohuayán es una localidad del municipio de Oxkutzcab en el estado de Yucatán, México.

## Toponimia
El nombre (Xohuayán) proviene del idioma maya.

## Hechos históricos
- En 1980 cambia su nombre de Xohuayam a Xohuayán.
- En 1990 cambia a Xohuayam.
- En 1995 cambia a Xohuayán.

## Demografía
Según el censo de 2005 realizado por el INEGI, la población de la localidad era de 1340 habitantes, de los cuales 617 eran hombres y 723 eran mujeres.
| 80                          | ? | ? | ? | ? | 223 | 313 | 415 | 430 | 919 | 1028 | 1171 | 1340 |
| (Fuente: INEGI [Consultar]) |   |   |   |   |     |     |     |     |     |      |      |      |